# Záhoří (Větřní)
Záhoří, někdy také Záhoř, německy Sahorsch, je zaniklá obec v katastrálním území Záhoří u Větřní, v obvodu města Větřní v okrese Český Krumlov.

## Historie
První písemná zmínka o obci pochází z roku 1400. Obec byla majetkem fary ve Svérazu. Od roku 1608 pak byla majetkem města Český Krumlov.
V roce 1930 zde stálo 22 domů a žilo 133 obyvatel. Do obvodu této obce patřila Dolní Světlá, Horní Světlá, Lštín, Nahořany a Tisovka. V letech 1938 až 1945 byla ves v důsledku uzavření Mnichovské dohody přičleněna k nacistickému Německu. V roce 1950 bylo Záhoří osadou obce Svéraz a v dalších letech jako osada zaniklo.